# Andránik Tejmurján
Andránik Tejmurján (perzsául:آندرانيک تيموريان, örményül:Անդրանիկ Թէյմուրեան – Andranik Tejmurján; Teherán, 1983. március 6. –) örmény származású iráni válogatott labdarúgó. Általában védekező középpályásként játszik, de bevethető szélsőként is. Ismert, mert az egyetlen keresztény labdarúgó az iráni válogatottban, ennek ellenére a csapattársaival kiváló a kapcsolata.

## Pályafutása
Az Ogáb Teherán csapatánál kezdte pályafutását az iráni másodosztályban és folytatta az Abumoszlem együttesénél immár az első ligában. A 2005–2006-os szezonban 26 mérkőzésen szerepelt és egy gólt szerzett. 2006 augusztusának végén 2 éves szerződést kötött a Premier League-ben szereplő Bolton Wanderers csapatával. Első két gólját 2007. január 6-án szerezte az FA kupában egy 4-0-ra megnyert mérkőzésen az alacsonyabb osztályú Doncester Rovers ellen. Ez volt a harmadik pályáralépése a Bolton színeiben. Ezután következett a Premier League debütálás 2007. február 11-én a Fulham elleni összecsapáson. A mutatott játékának köszönhetően hamar kiérdemelte a lenyűgöző jelzőt és a szurkolók is befogadták. Első két gólját a bajnokságban szintén egy mérkőzésen szerezte a Wigan Athletic ellen 2007. április 7-én, amikor még a mérkőzés legjobbjának is megválasztották.

## Válogatottban
Játszott az Iráni labdarúgó-válogatott összes korosztályos csapatában, mielőtt a nagyok között debütált. Tagja volt a válogatottnak a 2006-os labdarúgó-világbajnokságon. Mindhárom csoportmérkőzésen kezdőként lépett pályára és az utolsó mérkőzésének a végén Tejmurján a földre feküdt és elkezdett zokogni, egy nemzeti hősnek kezdték ekkor elismerni Iránban amiatt a szenvedély miatt, amit mutatott az országáért a világbajnokságon.

## Klub statisztika
2008. március 12. körkép
| Klub             | Szezon  | Premiership | Premiership | Premiership | FA-kupa | FA-kupa | FA-kupa | Liga Kupa | Liga Kupa | Liga Kupa | Európa | Európa | Európa | Egyéb | Egyéb | Egyéb | Összesen | Összesen | Összesen |
| Klub             | Szezon  | Mérk        | Gólok       | Gólp.       | Mérk    | Gólok   | Gólp.   | Mérk      | Gólok     | Gólp.     | Mérk   | Gólok  | Gólp.  | Mérk  | Gólok | Gólp. | Mérk     | Gólok    | Gólp.    |
| ---------------- | ------- | ----------- | ----------- | ----------- | ------- | ------- | ------- | --------- | --------- | --------- | ------ | ------ | ------ | ----- | ----- | ----- | -------- | -------- | -------- |
| Bolton Wanderers | 2006-07 | 17          | 2           | 0           | 2       | 2       | 0       | 2         | 0         | 0         | 0      | 0      | 0      | 0     | 0     | 0     | 21       | 4        | 0        |
| Bolton Wanderers | 2007-08 | 3           | 0           | 0           | 0       | 0       | 0       | 1         | 0         | 0         | 5      | 0      | 1      | 0     | 0     | 0     | 9        | 0        | 1        |